# Schistosoma
Schistosoma is een geslacht van parasitaire wormen van het phylum Platyhelminthes (platwormen). Schistosoma-soorten infecteren eerst een tussengastheer (een bepaalde soort zoetwaterslak) om zich ongeslachtelijk te vermeerderen. De larven die daaruit voortkomen verlaten de slak en dringen hun tweede gastheer binnen om daar te paren en eieren te leggen en zo de levenscyclus te voltooien. Een aantal soorten komt ook in mensen voor. Van de platwormen zijn de Schistosoma-soorten de belangrijkste veroorzakers van parasitaire infecties bij de mens (op malariaparasieten na). Besmetting door de parasiet is de oorzaak van de ziekte schistosomiasis.

## Levenscyclus en besmetting
Soorten uit het geslacht Schistosoma hebben een ingewikkelde levensloop. Uit de wormeitjes ontwikkelen zich in zoet water de larven (miracidia), die zich voortbewegen door middel van trilhaartjes. De larven zijn ofwel mannelijk, ofwel vrouwelijk. Ze dringen hun tussengastheer, een zoetwaterslak, binnen.
In de slak ondergaan de larven een aantal ontwikkelingsstadia. De miracidia verliezen hun trilharen en veranderen in een moeder-sporocyst: een soort zak waarin de larve zich ongeslachtelijk vermeerdert. Iedere moeder-sporocyst produceert meerdere dochter-sporocysten, die op hun beurt weer talloze cercaria (larven) voortbrengen. Ieder miracidium brengt zo vele honderdduizenden cercaria voort. Ook van de cercaria zijn er mannelijke en vrouwelijke exemplaren.

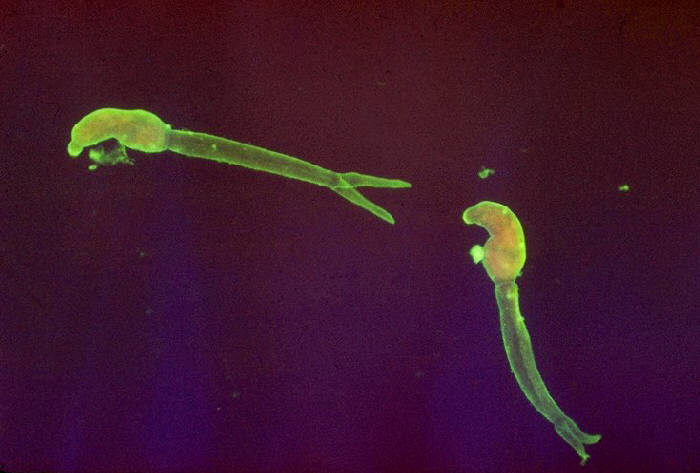
Cercaria van Schistosoma mansoni

De cercaria verlaten hun tussengastheer en zwemmen naar hun tweede gastheer. Mensen kunnen besmet raken door te baden, waden, zwemmen, drinken en wassen. De larven dringen de (gave) huid binnen en ontwikkelen zich daar tot een schistosomulum, een nieuw larvestadium. De schistosomula komen in het bloedvatenstelsel terecht, waarin ze uitgroeien tot volwassen mannelijke en vrouwelijke wormen. De exacte leefwijze verschilt per soort.
Er vindt nu paarvorming plaats, waarbij het draadvormige wijfje zich nestelt in een aan de buikzijde gelegen groeve van het kortere mannetje, waarna ze verder onlosmakelijk samen door het leven gaan.
Bij S. mansoni en S. japonicum begeven de paren zich nu naar de darmen om daar eieren te leggen. Bij S. haematobium gebeurt dit in de blaas. De wormen kunnen 3 tot 8 jaar lang doorgaan met het leggen van eieren, maar er zijn gevallen gemeld van wel 30 jaar.
De soort S. mansoni kan circa 300 eitjes per dag leggen, S. japonicum wel 3000. De eitjes worden via de wand van de blaas of de darmen in de urine of ontlasting uitgescheiden. Als de eitjes na de uitscheiding in het water terechtkomen ontwikkelen zich hieruit weer nieuwe miracidia die op zoek gaan naar geschikte slakken om de kringloop weer opnieuw te beginnen.

Bij S. mansoni duurt het proces van infectie met cercaria tot aan het leggen van de eieren 25 tot 30 dagen.

Eitjes van verschillende Schistosoma-soorten
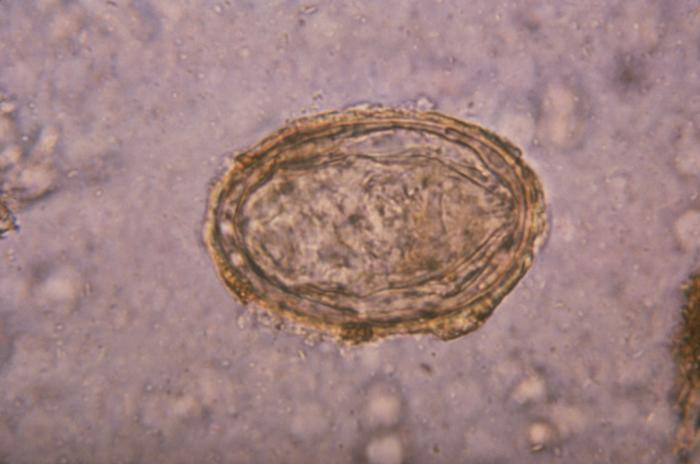
S. haematobium
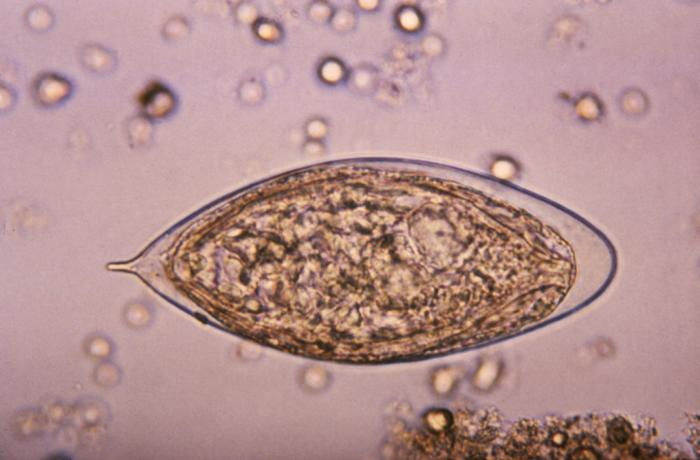
S. haematobium
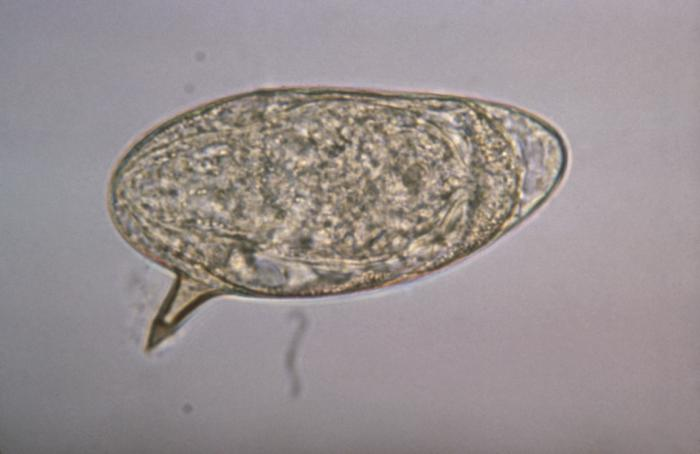
S. mansoni
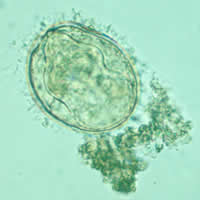
S. mekongi
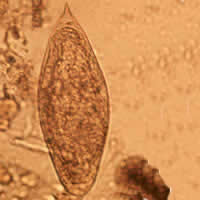
S. interculatum

## Afmetingen van de parasiet

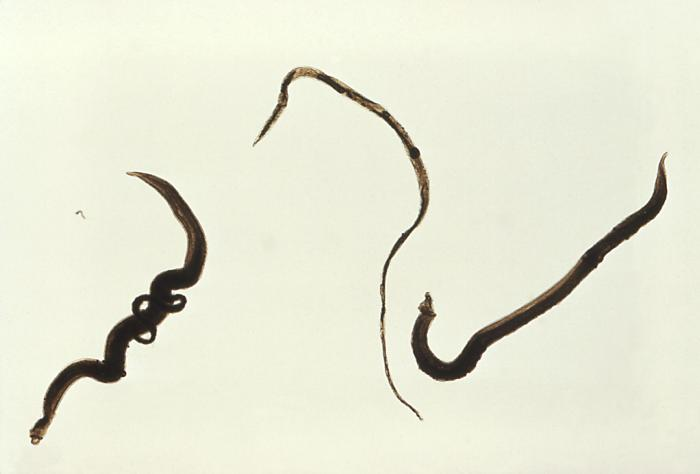
Schistosoma mansoni (volwassen trematodes). Links een paar, midden een vrouwtje, rechts een mannetje.

De afmetingen van de volwassen wormen zijn ongeveer:
| Soort          | Mannetje        | Vrouwtje        |
| -------------- | --------------- | --------------- |
| S. haematobium | 1 cm x 1 mm     | 1 cm x 1 mm     |
| S. japonicum   | 1,2 cm x 0,5 mm | 2 cm x 0,4 mm   |
| S. mansoni     | 1 cm x 1 mm     | 1,1 cm x 0,2 mm |

## Verspreidingsgebied van de parasieten
| Soort                    | Verspreiding                                  |
| ------------------------ | --------------------------------------------- |
| Schistosoma heamatobium  | Afrika, Midden-Oosten                         |
| Schistosoma mansoni      | Zuid-Amerika, Caraïben, Afrika, Midden-Oosten |
| Schistosoma japonicum    | Verre Oosten.                                 |
| Schistosoma mekongi      | Zuidoost-Azië, Mekongdelta                    |
| Schistosoma intercalatum | Centraal-Afrika                               |

De parasiet leeft langs de oever van meren, rivieren en moerassen, in stilstaand zoet water. In stromend zoet water of in zee leven ze niet. Er wordt geschat dat wereldwijd circa 200 miljoen mensen de ziekte hebben, waarvan 120 miljoen er ook klachten van hebben. Naar schatting overlijden jaarlijks zo'n 20.000 personen aan de complicaties, voornamelijk nier- en leveraantasting. In Nederland komt de ziekte van nature niet voor, maar wordt wel vrij vaak bij Surinamers aangetroffen, vooral als zij als kind in Suriname op het platteland op blote voeten liepen.
De Japonicum leeft op oppervlaktewater in riool, zij komen als een soort spermacel door de huid heen om daarna de staart af te werpen en zich te verspreiden. Is in Nederland ook niet bekend en wordt door reizigers meegenomen. Het is goed te behandelen met (praziquantel).

## Indeling
Schistosoma kent de volgende soorten:
- Schistosoma bovi
- Schistosoma curassoni
- Schistosoma edwardiense
- Schistosoma haematobium
- Schistosoma hippotami
- Schistosoma incognitum
- Schistosoma indicum
- Schistosoma intercalatum
- Schistosoma japonicum
- Schistosoma leiperi
- Schistosoma malayensis
- Schistosoma mansoni
- Schistosoma margrebowiei
- Schistosoma matthei
- Schistosoma mekongi
- Schistosoma nasale
- Schistosoma rodhaini
- Schistosoma sinensium
- Schistosoma spindale